# Karin Sjögren (tandläkare)
Karin Sjögren, född 1965, är en svensk tandläkare, kommunikatör och författare.

## Biografi
Sjögren är utbildad tandläkare och har också en utbildning i affärskommunikation. Hon disputerade 1995 på en avhandling där hon studerade samband mellan tillförsel av fluor och kariesprevention. Hon arbetade under 20 år i folktandvården som allmäntandläkare. Som tandläkare intresserade hon sig för kommunikation och motiverande samtal, och hur man ska kunna möta människor utan pekpinnar och skuldbeläggande, och till exempel motivera den med dålig tandhälsa till en förändrad livsstil.
Sjögren drabbades 2017 av en allvarlig cancerdiagnos som hotade hennes syn. Genom goda insatser i vården blev hon botad, något hon själv beskrivit under rubriken "Att bli blind och att få synen tillbaka - min resa i vårdlandet Sverige".
Hon har därefter fortsatt att arbeta som tandläkare samt utbildare i kommunikation för vårdpersonal.

### Familj
Karin Sjögren är dotter till domprosten Per-Olof och montessoriläraren Onna Sjögren, och syster till prästen Carl Sjögren.